# 佩尔·霍尔默茨
佩尔·霍尔默茨（瑞典語：Per Holmertz，1960年2月3日—），瑞典男子游泳运动员，主攻自由泳。他曾代表瑞典参加1980年夏季奥林匹克运动会游泳比赛，获得男子100米自由泳银牌。